# Jonathan Evans
Pour les articles homonymes, voir Evans.
Jonathan Douglas Evans (né en 1958) est directeur général du service de sécurité britannique, le service de sécurité intérieure et de contre-espionnage du Royaume-Uni. Il succède à Eliza Manningham-Buller le 21 avril 2007. Evans est remplacé par Andrew Parker le 22 avril 2013.

## Jeunesse
Evans fait ses études à la Sevenoaks School et à l'Université de Bristol où il étudie les classiques,.

## Carrière au MI5
Evans rejoint le Service de sécurité en 1980 et travaille d'abord dans le contre-espionnage. En 1985, il passe à la fonction de sécurité protectrice, s'occupant de la sécurité intérieure et du personnel, avant de passer à la lutte contre le terrorisme domestique à la fin des années 1980. Pendant plus d'une décennie, il participe à l'effort de lutte contre la menace intérieure de groupes tels que l'IRA provisoire pendant les troubles. En 1999, avec une violence en Irlande du Nord considérablement réduite en raison de l'Accord du Vendredi saint, Evans part à G-Branch la section du MI5 qui traite du terrorisme international. Là, il devient un expert d'Al-Qaïda et d'autres branches du terrorisme islamique. Il prend la tête de la section en 2001 (quelques jours seulement avant les attentats du 11 septembre 2001), un poste qui le place au conseil de direction du service. En 2005, il devient directeur général adjoint avant d'être promu à la tête de l'organisation en 2007.
En novembre 2007, Evans évoque publiquement la menace à laquelle le Royaume-Uni fait face sur l'espionnage numérique. Il s'exprime à RUSI sur la sécurité nationale en février 2008. Il est titulaire d'un certificat en direction d'entreprise de l'Institut des administrateurs. En septembre 2010, Evans déclare qu'Anwar al-Awlaqi est l'ennemi public n ° 1 de l'Occident. Il aurait été tué par une frappe de drone américain le 30 septembre 2011.
Evans est nommé Chevalier Commandeur de l'Ordre du Bain (KCB) dans les honneurs du Nouvel An 2013 pour services à la défense. Evans est remplacé par Andrew Parker le 22 avril 2013,.

## Carrière politique
Après avoir pris sa retraite en tant que directeur général, Evans rejoint le conseil d'administration de HSBC comme administrateur non exécutif. Il est également directeur non exécutif de Ark Data Centers, Senior Associate Fellow au Royal United Services Institute et professeur honoraire à l'Université de St Andrews. De 2014 à 2015, il est directeur non exécutif de la National Crime Agency. Il écrit occasionnellement dans le Sunday Times sur les voitures classiques.
Le 21 octobre 2014, il est nommé pair à vie Crossbencher, ayant été nommé personnellement par le Premier ministre. Il est créé baron Evans de Weardale, de Toys Hill dans le comté de Kent, le 3 décembre 2014. En janvier 2015, il est nommé lieutenant adjoint du Kent et le 1er novembre 2018, il est nommé président du Comité des normes de la vie publique pour un mandat de 5 ans. En décembre 2018, à la suite d'une controverse sur son portefeuille d'activités rémunérées à la lumière de sa nomination au Comité, il annonce qu'il quitte son poste d'administrateur non exécutif chez HSBC début 2019.